# Hippurarctia overlaeti
Hippurarctia overlaeti là một loài bướm đêm thuộc phân họ Arctiinae, họ Erebidae.